# Guillaume VII de Hesse-Cassel
Guillaume VII de Hesse-Cassel (en allemand : Wilhelm VII von Hessen-Kassel) (21 juin 1651 - 21 novembre 1670) est landgrave de Hesse-Cassel de 1663 à 1670.

## Biographie
Guillaume VII est le fils aîné du landgrave Guillaume VI de Hesse-Cassel et de son épouse Edwige de Brandebourg. Il est donc un neveu de l'électeur Frédéric-Guillaume Ier de Brandebourg dit « le grand électeur ». 
Guillaume VII succède à son père à la mort de celui-ci  en 1663. Du fait de son jeune âge, sa mère assure la régence. La landgravine douairière marie brillamment sa fille aînée au roi de Danemark et choisit pour épouse pour son fils une de ses nièces Amélie de Courlande. 
Cependant avant de faire célébrer les noces et laisser à son fils les affaires du gouvernement, la régente envoie le jeune souverain entreprendre le Grand Tour traditionnel qui accomplit l'éducation des princes et conduit l'adolescent aux Pays-Bas, en Angleterre et en France. 
À son arrivée à Paris, le jeune landgrave tombe gravement malade et meurt le 21 novembre 1670, à l'âge de 19 ans. Sa dépouille est ramenée dans ses états et inhumée en l'église Saint-Martin de Cassel.
Son frère cadet Charles lui succède. La landgravine reprend la régence et marie son second fils à Amélie de Courlande en 1673.

## Distinctions

### Décorations étrangères

#### Royaume de Danemark
Chevalier de l'ordre de l'Éléphant (26 juin 1667)